# Heidemuseum Rischmannshof
Das Heidemuseum Rischmannshof ist ein Freilichtmuseum in Walsrode.

## Geschichte
Rischmannshof wurde 1912 als eines der ersten Freilichtmuseen in Deutschland eröffnet. Das Museum besteht aus einer bäuerlichen Hofanlage mit Nebengebäuden und Außenstellen. Kern der Anlage ist ein reetgedecktes Fachhallenhaus (Zweiständerhaus) aus dem Jahre 1798. Dieses stand ursprünglich in Hartem bei Fallingbostel und wurde in Walsrode wieder aufgebaut. Weiterhin enthält die Anlage ein aus Fulde stammendes, etwa gleichaltriges Haus eines Häuslings sowie einen Bienenzaun. Ein Treppenspeicher aus Oberndorfmark stammt aus dem Jahre 1669. Erst später wurde die Anlage durch ein Backhaus aus dem Jahre 1752 und eine Fachwerkscheune mit Werkstatt aus dem Jahre 1842 ergänzt.
2024 brannte eine historische Scheune am Heidemuseum aus unbekannter Ursache ab. Einige der eingelagerten Exponate konnten gerettet werden.
Eine Außenstelle des Museums befindet sich in der ehemaligen Dorfschule aus dem Jahre 1900 in Klein Eilstorf.

## Ausstellungen
Das Hauptgebäude in der Bauweise des Fachhallenhauses weist im Erdgeschoss die traditionelle Aufteilung in Dönzen (Wohnstuben), Flett mit Feuerstelle und Diele mit Stallungen auf. Die Atmosphäre eines typischen Heidebauernhauses mit entsprechenden Möbeln und Gerät wird hier nachempfunden. Im Obergeschoss des Gebäudes befindet sich eine Brüggemann-Ausstellung, eine Abteilung zur Geschichte der Stadt Walsrode sowie das Hermann-Löns-Zimmer. Im Löns-Zimmer sind Original-Gebrauchsgegenstände und Möbel des Dichters und Schriftstellers sowie auch Erstausgaben seiner Werke, einige Autographen und Veröffentlichungen ausgestellt.

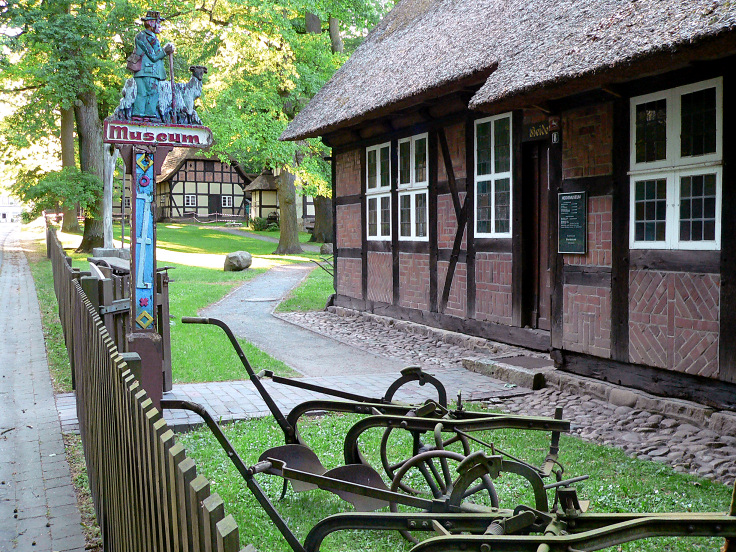
Museumseingang im Hauptgebäude
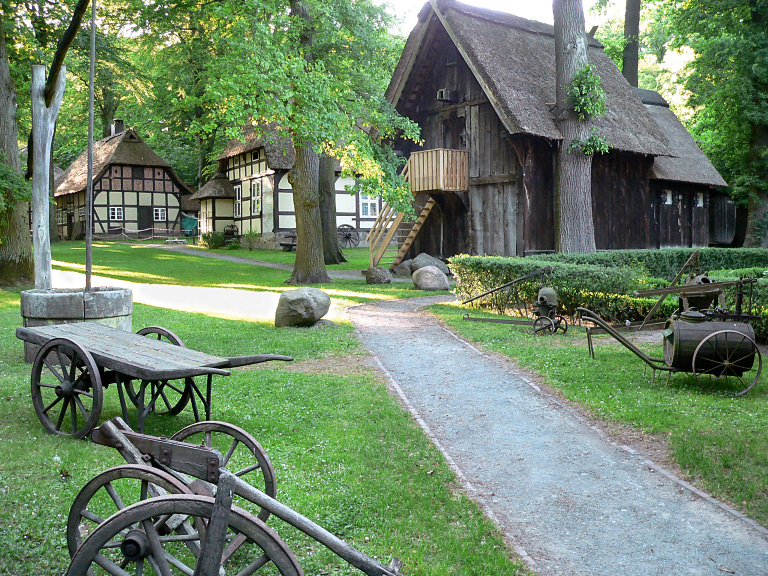
Freigelände, rechts Treppenspeicher von 1669
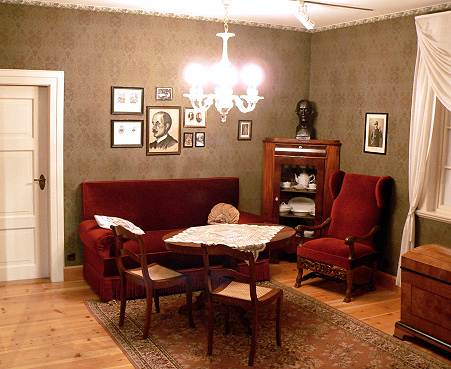
Hermann-Löns-Zimmer im Museum
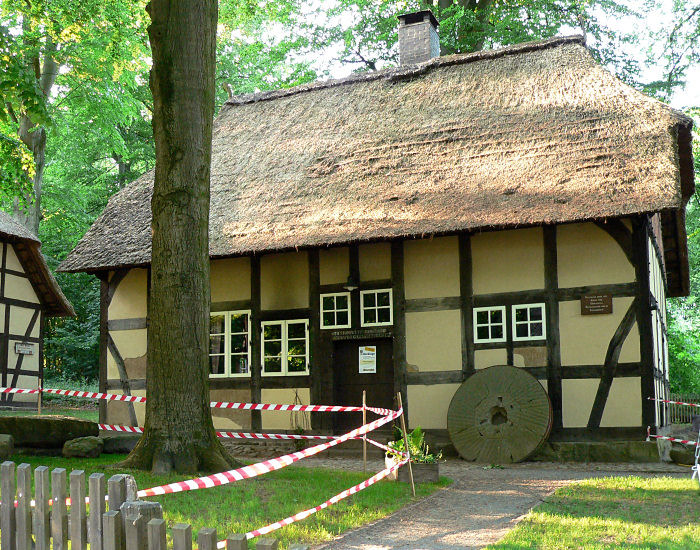
Historisches Gebäude auf dem Gelände